# بابنوسه
بابنوسه (به عربی: بابنوسة) یک منطقهٔ مسکونی در سودان است.

## خصوصیات
بابنوسه   ۳۷۳ متر بالاتر از سطح دریا واقع شده‌است.